# Resorcinol
Resorcinol är en kemisk förening av klassen dihydroxifenoler. Den är 1,3-isomeren av bensendiol, och är också känd under en rad andra namn, bland annat: m-dihydroxibensen, 1,3-bensendiol, 1,3-dihydroxibensen, 3-hydroxifenol, m-hydrokinon, m-bensendiol, och 3-hydroxicyklohexadien-1-on.

## Framställning
Ämnet erhålls genom smältning av många naturliga hartser (galbanum, dyvelsträck osv.) med kaliumhydroxid eller genom destillation av bresiljaextrakt. Det kan framställas syntetiskt genom att smälta 3-jodfenol, fenol-3-sulfonsyra eller bensen-1,3-disulfonsyra med kaliumkarbonat, genom inverkan av salpetersyrlighet på 3-aminofenol, eller med hjälp av 10-procentig saltsyra på 1,3-diaminobensen. Många orto- och para-föreningar av aromatisk art (till exempel bromfenoler och bensen-para-disulfonsyra) ger också upphov till ämnet vid smältning med kaliumhydroxid.

## Egenskaper
Resorcinol kristalliserar från bensen som färglösa nålar som är lättlösliga i vatten, alkohol och eter, men olösliga i kloroform och koldisulfid. Den reducerar Fehlings lösning och ammoniak-silverlösningar. Den bildar inte fällning med blyacetatlösning som dess isomer katekol gör. Vattenlösningar av järn(III)klorid färgas mörklila och bromvatten ger upphov till utfällning av tribromresorcinol. Dessa egenskaper gör den användbar som färgämne för vissa kromatografiska experiment. När resorcinol smälts med kaliumhydroxid bildas floroglucinol, katekol och diresorcin. Den kondenseras med karboxylsyror och syraklorider, i närvaro av dehydratiseringsmedel, till oxiketoner, med exempelvis zinkklorid och isättika vid 145 °C ger den resacetofenon (HO)2C6H3-COCH3. Med anhydrider av tvåbasiga syror ger den fluoresceiner. När den upphettas med kalciumklorid och ammoniak till 200 °C bildas meta-dioxidifenylamin. Med natriumnitrit bildas ett vattenlösligt blått färgämne, som blir rött av syror och används som en indikator, under namnet lacmoid. Den kondenseras lätt med aldehyder, och ger med formaldehyd vid saltsyratillsats, metylendiresorcin [(HO)C6H3(O)]2•CH2, medan med kloralhydrat i närvaro av kaliumvätesulfat bildas en lakton av tetraoxidifenylmetankarboxylsyra. I alkohollösning kondenserar den med natriumacetoacetat och bildar 13-metylumbelliferon.
Med koncentrerad salpetersyra, i närvaro av kall koncentrerad svavelsyra, bildas trinitroresorcin (styfninsyra), som bildar gula kristaller, vilka exploderar våldsamt vid snabb uppvärmning.

## Användningsområden
Resorcinol används också som en mellanprodukt vid läkemedelssyntes och syntes av andra organiska föreningar. Den används vid framställning av azofärgämnen och mjukgörare och som UV-absorberare i hartser.
Ett nytt användningsområde för resorcinol är som templat i supramolekylär kemi. OH-grupperna hos resorcinol bildar vätebindningar till målmolekylen och håller dem i rätt riktning för en reaktion. Många av dessa reaktioner kan ske i fastfas och därigenom minska eller eliminera användningen av lösningsmedel som kan vara skadliga för miljön.